# Tyler Morley
Tyler Morley (* 19. Dezember 1991 in Burnaby, British Columbia) ist ein kanadischer Eishockeyspieler, der seit Juni 2023 beim EHC Kloten aus der Schweizer National League unter Vertrag steht und dort auf der Position des Centers spielt. Zuvor war Morley hauptsächlich in der Svenska Hockeyligan (SHL) und der finnischen Liiga aktiv, wo er mit Tappara Tampere im Jahr 2022 die Finnische Meisterschaft gewann.

## Karriere
Morley startete seine Karriere bei den Surrey Eagles in der British Columbia Hockey League (BCHL), wo er vier Jahre spielte. Danach zog es ihn in die National Collegiate Athletic Association (NCAA) zur University of Alaska Fairbanks, wo er ebenfalls vier Jahre spielte und im letzten Jahr das Kapitänsamt bezog.
Nach einer Saison in der American Hockey League (AHL) bei den San Diego Gulls, wechselte er im Sommer 2017 erstmals nach Europa zum KHL Medveščak Zagreb in die österreichische Erste Bank Eishockey Liga (EBEL). Zwischen 2018 und 2020 spielte Morley in der finnischen Liiga – zunächst für Saimaan Pallo und anschließend ein Jahr für Tappara Tampere. Von Mai 2020 bis Januar 2021 an stand der Kanadier etwas mehr als ein halbes Jahr lang beim Skellefteå AIK in der Svenska Hockeyligan (SHL) unter Vertrag, ehe er zum Ligakonkurrenten Linköping HC wechselte. Für die Spielzeit 2021/22 kehrte der Kanadier zu Tappara zurück. Dort feierte der Stürmer am Ende der Saison 2021/22 den Gewinn der Finnischen Meisterschaft. Anschließend schloss er sich im Juni 2022 für eine Spielzeit den Grizzlys Wolfsburg aus der Deutschen Eishockey Liga (DEL) an, ehe er zur Saison 2023/24 zum EHC Kloten in die Schweizer National League wechselte.

## Erfolge und Auszeichnungen
| - 2012 BCHL Coastal Second All-Star Team - 2013 CCHA All-Rookie Team - 2015 WCHA First All-Star Team | - 2016 WCHA All-Academic Team - 2016 WCHA First All-Star Team - 2022 Finnischer Meister mit Tappara Tampere |

## Karrierestatistik
Stand: Ende der Saison 2024/25
(Legende zur Spielerstatistik: Sp oder GP = absolvierte Spiele; T oder G = erzielte Tore; V oder A = erzielte Assists; Pkt oder Pts = erzielte Scorerpunkte; SM oder PIM = erhaltene Strafminuten; +/− = Plus/Minus-Bilanz; PP = erzielte Überzahltore; SH = erzielte Unterzahltore; GW = erzielte Siegtore; 1 Play-downs/Relegation; Kursiv: Statistik nicht vollständig)